# Kissufim (film)
Kissufim (titlu original: în ebraică כיסופים) este un film israelian dramatic din 2023 regizat de Keren Nechmad. Rolurile principale au fost interpretate de actorii Swell Ariel Or, Yehonatan Vilozny, Ofer Grinberg, Adam Gabay, Tamir Ginsburg și Mili Eshet. Scenariul este scris de Hadar Arazi, Yonatan Bar-Ilan și Keren Nechmad. Povestea urmărește un grup de tineri care servesc ca parte a nucleului Nahal din kibuțul Kissufim la sfârșitul anilor 1970 pe fundalul acordului de pace cu Egiptul. Filmările au avut loc înainte de Masacrul de la Kissufim din 7 octombrie 2023 și este dedicat victimelor. 

## Rezumat
Filmul are loc în kibuțul Kissufim, care înconjoară fâșia Gaza, la sfârșitul anilor 1970, pe fundalul acordului de pace cu Egiptul. În kibuț se află un grup de tineri care servesc ca parte a nucleului Nahal Ha'im și lucrează împreună în ramurile și afacerile kibuțului. Filmul urmărește experiențele lor, prieteniile și crizele lor în timpul vieții lor în kibuț. Personajele sunt bazate pe personaje reale, principalul dintre ele, regretatul Elian Gazit, care a fost ucis într-un atac terorist în Gaza.
Yoav și Ron (Yonathan Viluzhni și Ofer Greenberg) sunt doi prieteni din nucleu care încearcă să cucerească inima lui Eli, prietena lor din nucleu (Sevel Ariel Or). Cucerirea inimii lui Eli creează competiție și rivalitate între cei doi, iar prietenia lor este subminată. Amândoi și-au propus o provocare - să obțină inima lui Eli Rishon. La mijlocul filmului, o delegație de femei voluntare din Germania sosește în a kibuț și se conectează rapid cu fetele din bază. Una dintre voluntare, Anka (Paula Kroh), se împrietenește cu Eli, ba chiar apare o relație romantică între ea și Yoav. În cele din urmă, se dezvăluie că Eli îl vrea pe Ron și se formează o relație între cei doi.
În același timp, se dezvoltă o relație romantică între cei doi membri ai nucleului Nahal, Udi (Adam Gabai) și Michaela (Mili Eshat), dar Michaela se îndrăgostește de farmecele lui Eldar (Tamir Ginsburg), un ofițer de parașutist care are serviciul militar în Kissuf. Când Udi află despre acțiunile Michaelei, el decide să păstreze distanța față de ea, dar ajunge să se întoarcă la ea în ciuda tuturor. În cele din urmă, o vede din nou cu Eldar și de data aceasta își pierde cumpătul și ia o armă și-l amenință până când colegii săi de bază îl calmează și el renunță.
Apoi se duc cu autoturismul în Fâșia Gaza unde are loc un scurt conflict cu arabii după ce tinerii cred că aceștia au răpit-o pe Anka.

## Distribuție
- Swell Ariel Or – Eli
- Yehonatan Vilozny – Yoav
- Ofer Grinberg – Ron
- Adam Gabay – Udi
- Tamir Ginsburg – Eldar
- Mili Eshet – Michaela
- Erez Oved – Shoshan
- Lir Katz – Hila
- Herzl Tobey – Tzvika
- Doron Amitay – Avraham

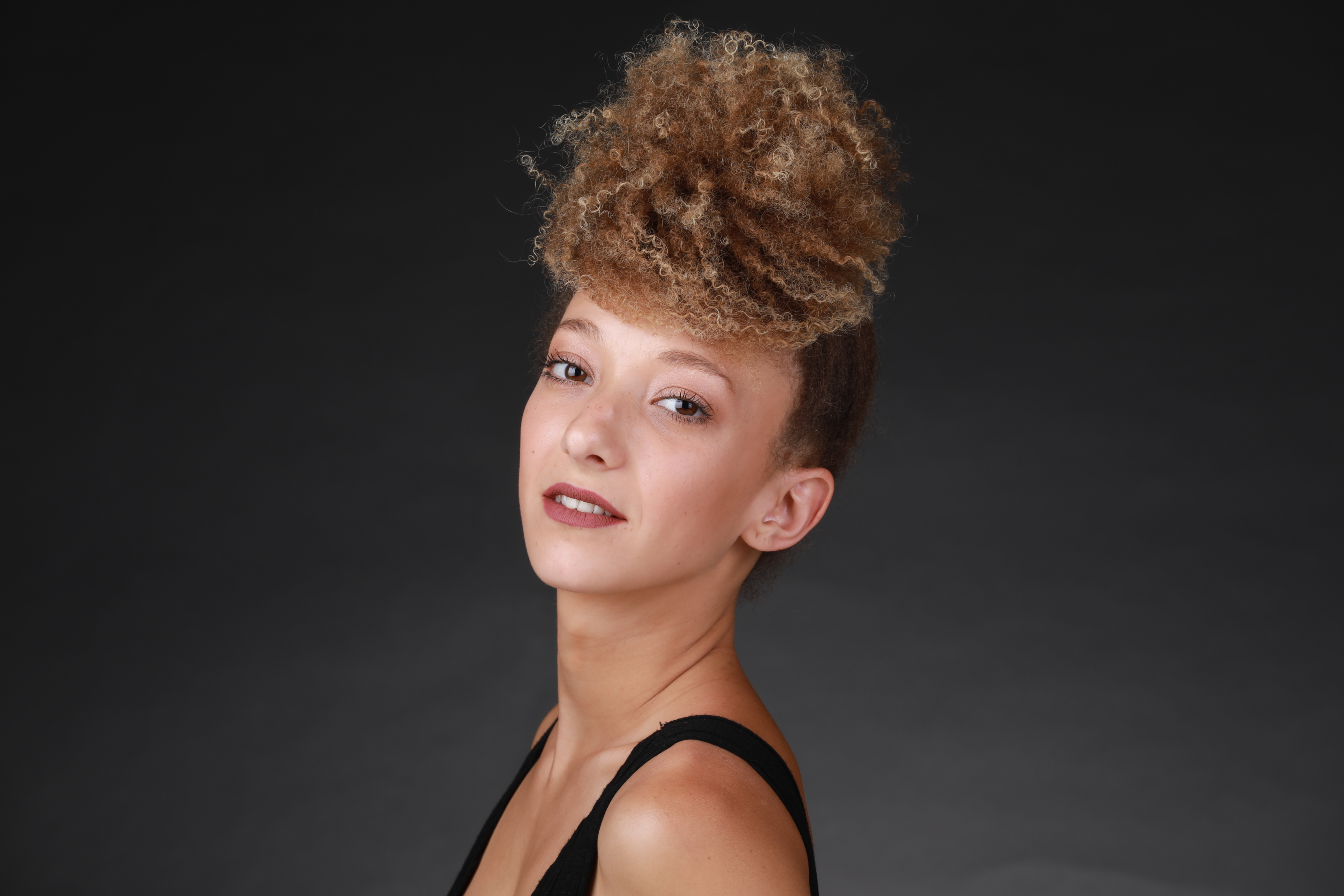
Mili Eshet

- Paula Kroh - Anka, voluntară din Germania[1]

## Filmări și lansare
Este filmul de debut al regizoarei Keren Nechmad și a fost inspirat din experiențele tatălui ei, care a servit el însuși în nucleul Nahal din Kissufim în anii 1970. Filmarea principală a avut loc în 2021 în tot kibuțul Kissufim, în sala de mese, nucleul reședințelor și câmpurile și au participat chiar și câțiva dintre membrii și copiii kibuțului.
A fost prezentat pentru prima dată în noiembrie 2023 la Festivalul de Film de la Salonic și a avut premiera la festivaluri din Cipru și Orlando.
Filmul a fost lansat în cinematografe la 18 iulie 2024. În același an, filmul a fost lansat pe Netflix.